# Grote zonnejaar
Het jaar 1540 staat ook wel bekend als het grote zonnejaar. Het midden en westen van Europa hadden in 1540 een Mediterraan klimaat. In Bazel regende het in 10 maanden slechts 10 dagen. 
De zomer van 1540 begint feitelijk al in februari. Het zonnige, meestal warme weer, houdt negen maanden aan. De rivieren vallen nagenoeg droog. Daardoor werken de watermolens niet meer, zodat graan niet gemalen en brood niet gebakken kan worden. Af en toe brengt ‘quaat weder’ enige verfrissing, maar ook fatale branden. Rivieren droogden uit en in Keulen stond ook de Rijn droog. In Parijs liepen mensen over de bedding van de Seine zonder natte voeten te krijgen. Bos- en heidebranden waren aan de orde van de dag, maar ook dorpskernen en zelfs enkele steden raakten in brand. Het was uitzonderlijk droog en heet: tussen maart en augustus viel nauwelijks regen en vooral van april tot en met juli was het extreem warm. In juli viel op verschillende plaatsen geen druppel. Op vele plaatsen beginnen mensen druiven voor wijn aan te planten. Maar dat wordt geen succes, want na deze warme zomer volgen er drie slechte achter elkaar. Ook na de zomer hield het zonnige, warme en droge weer aan. Zelfs in oktober 1540 keerden zon en warmte terug waarna het afgezien van enkele korte regenbuien tot de jaarwisseling droog en zonnig bleef.